# Milan Jovanović (ur. 1981)
Milan Jovanović (cyr. Милан Јовановић; ur. 18 kwietnia 1981 w Bajinej Bašcie) – serbski piłkarz występujący na pozycji napastnika.
Profesjonalną karierę rozpoczął w serbskim klubie FK Vojvodina. W 2003 roku przeniósł się do ukraińskiego Szachtara Donieck. Jednak tylko 9 razy wystąpił w meczach pierwszego zespołu. Postanowił więc odejść do rosyjskiego Łokomotiwu Moskwa. W drużynie ze stolicy Rosji, powiodło mu się jeszcze gorzej. Rozegrał tylko 3 spotkania i nie strzelił żadnego gola. W 2006 roku przeszedł do swojego byłego klubu Standardu Liège. Spisywał się tu znakomicie, w lidze zdobył 49 bramek w 97 meczach. Został wybrany na Najlepszego Piłkarza Ligi Belgijskiej w sezonie 2007/08. Po zakończeniu sezonu 2009/10, Milan Jovanović przeszedł do Liverpoolu. 6 lipca 2011 roku kontrakt Jovanovicia został rozwiązany za porozumieniem stron a sam piłkarz wrócił do Belgii, do Anderlechtu. W 2013 roku zakończył karierę.
W reprezentacji Serbii wystąpił ponad 40 razy i strzelił kilkanaście bramek.

## Sukcesy
Indywidualne
- Najlepszy piłkarz w Belgii: 2009 (nagroda Złotego Buta - fr. Soulier d'or; hol. Gouden Schoen - przyznawana przez dziennik Het Laatste Nieuws)